# Longipalpus obcordatus
Longipalpus obcordatus là một loài bọ cánh cứng trong họ Cerambycidae.